# Bernhard Obersteller
Bernhard Obersteller (* 19. März 1889 in Labiau/Ostpreußen; † 5. Juli 1972) war ein deutscher Politiker des GB/BHE.

## Leben und Beruf
Obersteller stammte ursprünglich aus Ostpreußen. Nach dem Zweiten Weltkrieg kam er als Heimatvertriebener nach Schleswig-Holstein und ließ sich in Oldenburg in Holstein nieder.

## Abgeordneter
Von 1950 bis 1954 war Obersteller Landtagsabgeordneter in Schleswig-Holstein für den Wahlkreis Oldenburg-Ost. Vom 9. Februar 1951 bis zum Ende der Legislaturperiode war er Vorsitzender des Landtagsausschusses für Arbeit. Der Landtag wählte ihn zum Mitglied der zweiten Bundesversammlung, die am 17. Juli 1954 Theodor Heuss als Bundespräsident wiederwählte.